# Hans Jung (Politiker, 1902)
Hans Jung (* 1902; † 1945) war Bürgermeister der westrumänischen Stadt Timișoara sowie Inspekteur der Partei und Kreisleiter der NSDAP der Deutschen Volksgemeinschaft in Rumänien (DViR).

## Leben
Eine Anfrage des Deutschen Ausland-Instituts (DAI) vom 13. Juni 1940 an die Deutsche Volksgemeinschaft in Rumänien in Sibiu ergab am 8. Juli 1940 folgende Auskunft über Hans Jung:
„Hans Jung, Rechtsanwalt, 38 Jahre alt, verheiratet, Vater von 5 Kindern, ist ein ernster, strebsamer und gewissenhafter geistiger Arbeiter mit gutem, sicheren Auftreten, das durch seine vorteilhafte äussere Erscheinung noch gefördert wird. Mit diesen Eigenschaften und Vorzügen versieht er auch sein jetziges Amt des Leiters unserer Zweiggeschäftsstelle in Bukarest durchaus zufriedenstellend.“
Jung trug einen Doktortitel. Vom 29. Januar bis zum 5. Februar 1941 bekleidete er kurzfristig das Amt des Bürgermeisters von Timișoara. Infolge der Abberufung von Peter Anton als Gauleiter Banat wurde Jung, „aus der nationalsozialistischen Bewerbung kommend“, von der Volksgruppenführung in diese Position eingesetzt. Als sein Nachfolger im Bürgermeisteramt wurde der Rechtsanwalt Peter Warth vorgeschlagen, jedoch kam Eugen Pop nach Jung ins Amt.
Am 16. November 1941 nahm Gauführer Jung 1500 Uniformierten der Deutschen Mannschaft auf dem Hof der Prinz-Eugen-Schule in Timișoara den Eid auf Adolf Hitler und den rumänischen Militärdiktator Ion Antonescu ab. Constantin Deliceanu, rumänischer General und Präfekt des Kreises Temesch-Torontal, protestierte im Herbst 1942 gegen die Anweisung des rumänischen Innenministeriums, dass alle Juden im Banat einen gelben Stern tragen mussten. Hans Jung kritisierte seine Haltung heftig.
Durch Verfügung des Volksgruppenführer Andreas Schmidt wurde Jung im Zuge der Auflösung der Gebiete und Gebietsleitungen der DViR mit Wirkung vom 24. Februar 1943 zum Kreisleiter Temeschburg und Inspekteur der NSDAP der DViR ernannt. Am 16. Juli 1943 verabschiedete Jung in dieser Funktion 1400 „Freiwillige“ der Waffen-SS mit einer Ansprache in Timișoara. Weitere 800 Waffen-SS-„Freiwillige“ aus Timișoara und Umgebung verabschiedete er am 25. Juli sowie den letzten „Freiwilligen“-Transport aus dem Banat am 30. Juli 1943.
Im Januar 1944 hatte Jung einen Fronteinsatz, den ihm Volksgruppenführer Schmidt am 22. Dezember des Vorjahres „bewilligt“ hatte.

## Veröffentlichungen (Auswahl)
- Starke und schwache Seiten im Fachwissen unserer in Deutschland lebenden siebenbürgischen Bauern. In: Korrespondenzblatt junger Siebenbürger Sachsen 1953–1955. 1953, S. 53–57.[16]
- Die Südostdeutsche Tageszeitung druckte Jungs Ansprache bei der Eröffnung des Winterhilfswerkes im Kreis Hermannstadt am 3. Oktober 1942 ab, in der er unter anderem sagte:[17]

„[…] Eine Kraftanstrengung pulst durch das deutsche Volk wie nie zuvor. Front und Heimat, jung und alt, Mann und Frau, alle arbeiten und schaffen, um sich für Führer, Volk und Sieg einzusetzen. […] Aber die Last und die Opfer sind noch immer gering gegenüber dem, was geschehen wäre, wenn der Führer uns nicht vor der bolschewistischen Gefahr befreit hätte. Das deutsche Volk hat die Notwendigkeit des großen Opfers für das Winterhilfswerk schon lange erkannt. Wenn man bedenkt, daß im Reich die Spende für das WHW durchschnittlich 1000 Lei beträgt und das die Volksgruppe von den schwersten Opfern, so z. B. von Luftangriffen verschont geblieben ist, so muß sie sich in diesem Jahr den Opfern, die im Reich gebracht werden, würdig erweisen. […] Es geht nicht an, die Früchte des Sieges genießen zu wollen ohne die Schwere des Einsatzes auf sich zu nehmen. Die Gemeinschaft wird alle Spekulanten ausmerzen, die nichts opfern, und aus dem Kriege Gewinne erzielen wollen […]. Im vergangenen Jahr, als die Parole des WHW ausgegeben wurde, hat die Volksgruppenführung 62 Prozent Mehrertrag erreicht. Sie muß und wird in diesem Jahre das Ergebnis verdreifachen. […] Niemand darf heute sagen, daß es unmöglich ist, sie aufzubringen, denn in der Geschichte der letzten 20 Jahre ist das Wort unmöglich aus dem Sprachgebrauch geschwunden, der Führer hat es an dem, was er aus dem deutschen Volke gemacht hat, bewiesen. ‚Adolf Hitler befiehl, wir als deutsche Menschen gehorchen bis zum letzten Atemzug.‘“